# عمرلی (خلفتی)
عمرلی (به ترکی استانبولی: Ömerli, Halfeti) یکی از روستاهای ترکیه است که در جنوب شرق این کشور و در بخش خلفتی استان شانلی‌اورفه واقع شده‌است. نام پیشین این روستا «عامارا» (آمارا) بوده‌است. عمرلی زادگاه عبدالله اوجالان رهبر حزب کارگران کردستان است.